# Höflichkeitspartikel
Höflichkeitspartikeln sind unveränderliche, also nicht-flektierbare Wörter (Partikeln), die beim Ansprechen bestimmter Personen eine höfliche Haltung oder Ausdrucksweise signalisieren.
Höflichkeitspartikeln sind in verschiedenen Sprachen anzutreffen. So verwenden unter anderem das Russische, das Koreanische, das Japanische, das Thailändische und das Indonesische solche Partikeln oder Wortendungen.

## Thailändische Sprache
Im Thailändischen werden die Höflichkeitspartikeln an das Ende eines Satzes angehängt. Bei mehreren Sätzen oder bei einer Rede  sind sie nur gelegentlich zu verwenden. Die Höflichkeitspartikeln sind geschlechtsspezifisch, aber im Gegensatz zu den Personalpronomen nicht altersspezifisch. Jungen und Männer verwenden ครับ (khrap, IPA [kʰráp]), Mädchen und Frauen verwenden ค่ะ (kha, IPA [kʰâ]). 
Höflichkeitspartikel werden ab der gehobenen Sprache (ภาษาเขียน, IPA [pʰaː-sǎː kʰǐan]) angewendet. Gegenüber Mönchen wird üblicherweise eine modifizierte Variante verwendet, während die Mönche gegenüber Laien – auch dem König – keine Höflichkeitspartikeln benutzen. Untereinander sprechen sie sich aber mit speziellen Partikeln an. 